# Chūnibyō Demo Koi ga Shitai!
Chūnibyō Demo Koi ga Shitai! (jap. 中二病でも恋がしたい!, dt. „Trotz Chūnibyō will ich mich verlieben!“) ist eine von Torako geschriebene vierteilige Light-Novel-Reihe, die auch als Animeserie (Love, Chunibyo & Other Delusions!) und Kinofilm umgesetzt wurde.
Die Buchreihe handelt von einer Gruppe von Schülern, die sich mit dem stark ausgeprägten Chūnibyō(-Syndrom) der Protagonistin Rikka Takanashi auf humorvolle bis ernsthafte Weise auseinandersetzen muss. Dabei baut sie unter anderem eine romantische Beziehung zu dem einst ebenfalls unter Chūnibyō leidenden Mitschüler und eigentlichen Protagonisten Yūta Togashi auf. Der Slangausdruck Chūnibyō (中二病, dt. „Achtklässlerkrankheit“) bezeichnet eine Art pubertären Größenwahn, bei dem sich die Person für einen Superhelden, Auserwählten oder Ähnliches hält, der gegen das Böse kämpft, wie es typischerweise bei Achtklässlern vorkommen soll.

## Veröffentlichung
Im Jahr 2009 gründete das Animationsstudio Kyōto Animation den „Großen Kyōto-Animation-Preis“ (Kyōto Animation Taishō) mit den Kategorien Roman, Manga und Szenario (für Anime). Bei der Preisbekanntgabe am 22. April 2010 erhielt das Skript von Torako für den Roman Chūnibyō Demo Koi ga Shitai! eine lobende Erwähnung. Obwohl noch vier weitere Werke ebenfalls eine lobende Erwähnung fanden, wurde zuerst nur Chūnibyō Demo Koi ga Shitai! als Roman beim neugegründeten Imprint KA Esuma Bunko veröffentlicht. Der erste Band (ISBN 978-4-9905812-0-6) erschien am 1. Juni 2011, der zweite Band (ISBN 978-4-9905812-2-0) am 28. Dezember 2011, der dritte (ISBN 978-4-907064-14-3) folgte am 14. März 2014 und der Abschlussband (ISBN 978-4-907064-76-1) am 22. Dezember 2017.
Die Romane wurden von Nozomi Ōsaka illustriert.

## Anime

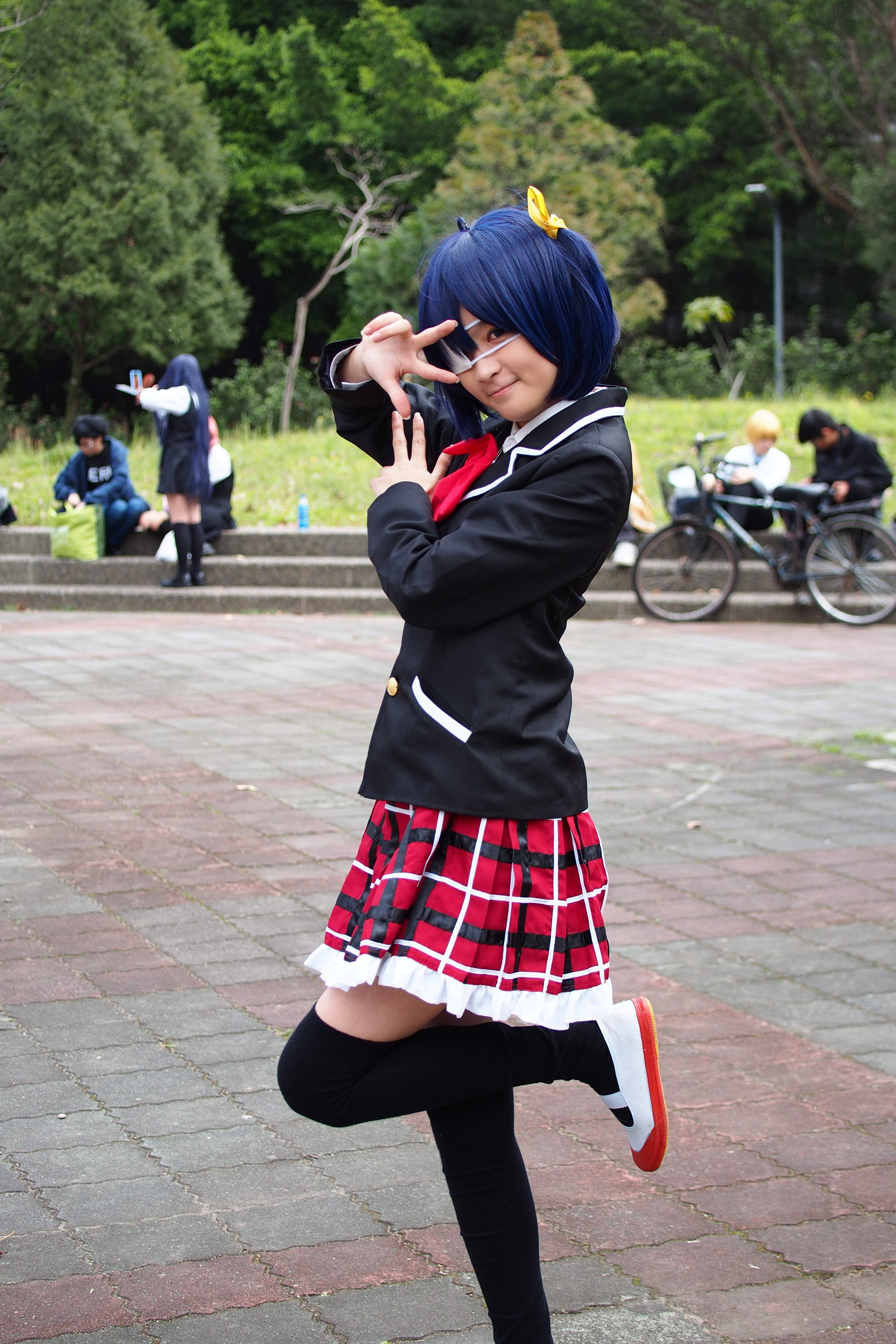
Cosplay der Protagonistin Rikka Takanashi in ihrer typischen Chūnibyō-Pose

Aufbauend auf der Romanreihe produzierte das Studio Kyōto Animation die zwölf Folgen umfassende, gleichnamige Animefernsehserie Chūnibyō Demo Koi ga Shitai! unter der Regie von Tatsuya Ishihara. Diese basiert jedoch nur grob auf der Romanreihe und enthält zusätzliche Figuren wie Kumin Tsuyuri und Sanae Dekomori.
Sie wurde erstmals vom 3. Oktober bis 20. Dezember 2012 nach Mitternacht (und damit am vorigen Fernsehtag) auf Tokyo MX ausgestrahlt. Fast zeitgleich mit nur einigen Minuten Versatz erfolgte zudem eine Ausstrahlung auf Sun TV sowie mit bis zu einer Woche Versatz auch auf KBS Kyōto, TV Aichi, Animax (Japan) und BS11. Zuvor wurde vom 27. September bis 1. November 2012 auf YouTube der Web-Anime (ONA) mit dem Titel Chūnibyō Demo Koi ga Shitai! Lite gezeigt, in dessen sechs Kurzfolgen zu je sechs Minuten gewisse Nebenaspekte der Handlung, meist peinlich humorvoller Art, aufgegriffen wurden.
Die Serie wurde zwischen dem 19. Dezember 2012 und dem 19. Juni 2013 auf sieben DVDs und Blu-rays veröffentlicht. Die letzte enthielt dabei eine nicht im Fernsehen ausgestrahlte 13. Folge sowie alle sechs Lite-Kurzfolgen zu je drei Minuten Spielzeit. Zusätzlich wurde auf jeder DVD und Blu-ray als Bonus je eine etwa sechs Minuten lange Episoden gezeigt, die in ihrer Gesamtheit als Depth of Field – Ai to Nikushimi Gekijō (DEPTH OF FIELD 〜 愛と憎しみ劇場) bezeichnet werden. Die sieben Folgen handeln im Wesentlichen von den Mädchen, wie diese in ihrem Chūnibyō-Wahn gegeneinander kämpfen bzw. sich dies vorstellen.
Sentai Filmworks lizenzierte die Serie Ende September 2012 für Nordamerika unter dem Titel Love, Chunibyo & Other Delusions. The Anime Network streamte die Serie ab dem 17. Oktober 2012 und ab Folge 3 jeweils knapp einen Tag nach der japanischen Erstausstrahlung. Madman Entertainment gab Oktober 2012 die Lizenzierung für Australien bekannt.
Am 14. September 2013 kam der Kinofilm Takanashi Rikka Kai – Gekijōban Chūnibyō Demo Koi ga Shitai! (小鳥遊六花・改 〜劇場版 中二病でも恋がしたい!〜) in die japanischen Kinos.
Eine zweite Staffel namens Chūnibyō Demo Koi ga Shitai! Ren (中二病でも恋がしたい!戀) mit 12 Folgen wurde vom 9. Januar bis 27. März 2014 nach Mitternacht (und damit am vorigen Fernsehtag) auf Tokyo MX erstausgestrahlt und zeitversetzt auf Sun TV, KBS Kyōto, TV Aichi und BS11.
Am 19. Mai 2017 gab das Animationsstudio Kyōto Animation bekannt, dass an einem neuen Film zum Chūnibyō-Demo-Koi-ga-Shitai!-Franchise gearbeitet wird. Dieser startete am 6. Januar 2018 mit dem Namen Eiga Chūnibyō Demo Koi ga Shitai! – Take On Me (映画 中二病でも恋がしたい！ -Take On Me-) in Japan.

### Deutsche Fassung
Seit 9. Oktober 2015 veröffentlicht Kazé die erste Staffel der Serie unter dem Namen Love, Chunibyo & Other Delusions! in Deutschland. Die Blu-rays erscheinen in 1080p mit deutschen Untertiteln und deutscher Synchronisation. Die Veröffentlichung enthält außerdem neben untertitelten Bonusepisoden in der ersten Volume noch einige andere Extras. Der Film von 2018 kam am 12. April 2019 unter dem Titel Love, Chunibyo & Other Delusions! – Take On Me in den deutschen Handel.

### Synchronisation
| Rolle             | japanischer Sprecher (Seiyū) | deutscher Sprecher         |
| ----------------- | ---------------------------- | -------------------------- |
| Rikka Takanashi   | Maaya Uchida                 | Marie Christin Morgenstern |
| Yūta Togashi      | Jun Fukuyama                 | Christian Zeiger           |
| Shinka Nibutani   | Chinatsu Akasaki             | Julia Meynen               |
| Kumin Tsuyuri     | Azumi Asakura                | Jennifer Weiß              |
| Sanae Dekomori    | Sumire Uesaka                | Luisa Wietzorek            |
| Makoto Isshiki    | Sōichirō Hoshi               | Sebastian Kluckert         |
| Kuzuha Togashi    | Kaori Fukuhara               | Sarah Kaltenborn           |
| Yumeha Togashi    | Mami Shitara                 |                            |
| Touka Takanashi   | Eri Sendai                   | Julia Kaufmann             |
| Nanase Tsukumo    | Kikuko Inoue                 | Silvia Mißbach             |
| Satone Shichimiya | Juri Nagatsuma               | Jill Schulz                |